# So Good (album)
So Good je první mezinárodní studiové album švédské zpěvačky Zary Larsson a druhé celkově. Vyšlo 17. března 2017 pod vydavatelstvím TEN a Epic Records. Album bylo původně naplánováno k vydání v květnu 2016, poté v lednu 2017, nicméně datum vydání bylo zpožděno do března 2017, aby album obsahovalo více písní. Album obsahuje ve standardní edici celkem 15 skladeb.

## Seznam skladeb
| Pořadí | Název                            | Délka |
| ------ | -------------------------------- | ----- |
| 1.     | What They Say                    | 3:38  |
| 2.     | Lush Life                        | 3:20  |
| 3.     | I Would Like                     | 3:44  |
| 4.     | So Good ft. Ty Dolla $ing        | 2:46  |
| 5.     | TG4M                             | 2:52  |
| 6.     | Only You                         | 3:42  |
| 7.     | Never Forget You ft. MNEK        | 3:32  |
| 8.     | Sundown ft. WizKid               | 3:25  |
| 9.     | Don't Let Me Be Yours            | 3:19  |
| 10.    | Make That Money Girl             | 3:18  |
| 11.    | Ain't My Fault                   | 3:44  |
| 12.    | One Mississippi                  | 3:07  |
| 13.    | Funeral                          | 3:35  |
| 14.    | I Can't Fall in Love Without You | 2:57  |
| 15.    | Symphony ft. Clean Bandit        | 3:32  |